# AFCチャンピオンズリーグ2012 グループリーグ
AFCチャンピオンズリーグ2012 グループリーグ (AFC Champions League 2012 group stage)は、2012年3月6日から5月16日まで開催されたAFCチャンピオンズリーグ2012 本戦の第1ステージである。予選プレーオフを勝ち抜いた4チームと、直接本戦出場権を獲得した28チームの計32チームで行われる。各グループを勝ち抜いた16チームが決勝トーナメントへ進出する。

## 抽選
組み合わせ抽選会は2011年12月6日にクアラルンプールのAFCハウスにて行われた。
参加する32チームは4チームずつ8組に分かれる。同一協会に所属するチームが同じグループに入ることはない。グループステージはラウンドロビン方式で6試合を戦う。

括弧内の打ち消しされたクラブは抽選時のクラブである
| 地区   | グループ | 1                         | 2                                  | 3                  | 4                              |
| ------ | -------- | ------------------------- | ---------------------------------- | ------------------ | ------------------------------ |
| 西地区 | A        | アル・ラーヤン            | アル・ジャジーラ                   | ナサフ・カルシ     | エステグラル(PO1勝者)          |
| 西地区 | B        | アル・イテハド            | アル・アラビ                       | バニーヤース       | パフタコール                   |
| 西地区 | C        | セパハン                  | アル・アハリ                       | レフウィヤ         | アル・ナスル                   |
| 西地区 | D        | アル・シャバーブ(PO2勝者) | ペルセポリス                       | アル・ヒラル       | アル・ガラファ                 |
| 東地区 | E        | ガンバ大阪                | アデレード・ユナイテッド (PO1勝者) | ブニョドコル       | 浦項スティーラース (PO2勝者)   |
| 東地区 | F        | 蔚山現代                  | FC東京                             | ブリスベン・ロアー | 北京国安                       |
| 東地区 | G        | 天津泰達                  | 城南一和天馬                       | 名古屋グランパス   | セントラルコースト・マリナーズ |
| 東地区 | H        | ブリーラム・ユナイテッド  | 広州恒大                           | 全北現代モータース | 柏レイソル                     |

## 順位決定方法
各グループの上位2チームがラウンド16に進出する。各グループで勝ち点が同点のチームが2つ以上ある場合は、以下の順に比較して順位を決定する。
1. 当該チーム同士の対戦における、勝ち点の多少
2. 当該チーム同士の対戦における、得失点差(アウェイゴールは不適用)
3. 当該チーム同士の対戦における、ゴール数の多少(アウェイゴールは不適用)
4. 当該チームの全試合における、得失点差
5. 当該チームの全試合における、ゴール数の多少
6. ここまで参照し、それでも2クラブが差がつかず、さらにその両方が同じ試合会場にいる場合は、PK戦を行う。
7. 警告および退場処分になった回数をポイント化 (警告＝1ポイント、2回目の警告による退場＝3ポイント、いわゆる一発退場＝3ポイント、警告に続いて退場＝4ポイント)し、ポイントの少ない方を上位とする
8. 抽選

## グループステージ

### 西地区

#### グループA
| チーム           | 試 | 勝 | 分 | 敗 | 得 | 失 | 差  | 点 |
| ---------------- | -- | -- | -- | -- | -- | -- | --- | -- |
| アル・ジャジーラ | 6  | 5  | 1  | 0  | 18 | 10 | +8  | 16 |
| エステグラル     | 6  | 3  | 2  | 1  | 8  | 3  | +5  | 11 |
| アル・ラーヤン   | 6  | 2  | 0  | 4  | 9  | 12 | −3  | 6  |
| ナサフ・カルシ   | 6  | 0  | 1  | 5  | 4  | 14 | −10 | 1  |

| 2012年3月6日 18:20 UTC+3 |

| アル・ラーヤン | 0 - 1    | エステグラル            |
|                | レポート | ジェルコヴィッチ 90+1分 |

| アフメド・ビン＝アリー・スタジアム, アル・ラーヤン 観客数: 5,422人 主審: ベンジャミン・ウィリアムス |

| 2012年3月7日 17:00 UTC+5 |

| ナサフ・カルシ                      | 2 - 4    | アル・ジャジーラ                                                    |
| ムサエフ 2分 · ルバイヤ 18分 (o.g.) | レポート | アブドゥッラー 39分 · ムーサ 69分 · バレー 75分 · オリヴェイラ 88分 |

| カルシ・スタジアム, カルシ 観客数: 13,000人 主審: 崔明龍 |

| 2012年3月20日 19:00 UTC+3:30 |

| エステグラル | 0 - 0    | ナサフ・カルシ |
|              | レポート |                |

| アザディ・スタジアム, テヘラン 観客数: 41,520人 主審: アブドゥッラー・アル・ヒラリ |

| 2012年3月20日 19:30 UTC+4 |

| アル・ジャジーラ                               | 3 - 2    | アル・ラーヤン                          |
| オリヴェイラ 8分 · ディアキ 54分 · ムーサ 57分 | レポート | グームー 65分 · ファビオ・セザール 78分 |

| ムハンマド・ビン・ザーイド・スタジアム, アブダビ 観客数: 2,850人 主審: アリ・アブドゥルナビ |

| 2012年4月3日 19:00 UTC+4:30 |

| エステグラル    | 1 - 2    | アル・ジャジーラ                 |
| ツァンディ 68分 | レポート | アブドゥッラー 5分 · バレー 72分 |

| アザディ・スタジアム, テヘラン 観客数: 36,735人 主審: 金東進 |

| 2012年4月3日 18:30 UTC+3 |

| アル・ラーヤン                                     | 3 - 1    | ナサフ・カルシ    |
| タバタ 9分 · グームー 65分 · アラーッディーン 88分 | レポート | ショムロドフ 58分 |

| アフメド・ビン＝アリー・スタジアム, アル・ラーヤン 観客数: 1,877人 主審: 西村雄一 |

| 2012年4月18日 19:30 UTC+5 |

| ナサフ・カルシ | 0 - 1    | アル・ラーヤン |
|                | レポート | タバタ 62分    |

| カルシ・スタジアム, カルシ 観客数: 7,271人 主審: 李泯厚 |

| 2012年4月18日 19:45 UTC+4 |

| アル・ジャジーラ  | 1 - 1    | エステグラル  |
| オリヴェイラ 63分 | レポート | ボルハニ 24分 |

| ムハンマド・ビン・ザーイド・スタジアム, アブダビ 観客数: 4,562人 主審: 當麻政明 |

| 2012年5月2日 19:20 UTC+4:30 |

| エステグラル                                  | 3 - 0    | アル・ラーヤン |
| ボルハニ 23分, 90+4分 · シャリーファート 76分 | レポート |                |

| アザディ・スタジアム, テヘラン 観客数: 53,774人 主審: 譚海 |

| 2012年5月2日 19:45 UTC+4 |

| アル・ジャジーラ                           | 4 - 1    | ナサフ・カルシ    |
| バレー 6分 · オリヴェイラ 14分, 33分, 42分 | レポート | ショムロドフ 69分 |

| ムハンマド・ビン・ザーイド・スタジアム, アブダビ 観客数: 820人 主審: ピーター・グリーン |

| 2012年5月16日 19:30 UTC+5 |

| ナサフ・カルシ | 0 - 2    | エステグラル                          |
|                | レポート | ジェルコヴィッチ 10分 · ジャバリ 50分 |

| カルシ・スタジアム, カルシ 観客数: 929人 主審: 東城穣 |

| 2012年5月16日 18:55 UTC+3 |

| アル・ラーヤン                                        | 3 - 4    | アル・ジャジーラ                   |
| タバタ 73分 · レアンドロ 76分 · アラーッディーン 90分 | レポート | オリヴェイラ 8分, 33分, 67分, 88分 |

| アフメド・ビン＝アリー・スタジアム, アル・ラーヤン 観客数: 535人 主審: アンドレ・エル・ハッダード |

#### グループB
| チーム         | 試 | 勝 | 分 | 敗 | 得 | 失 | 差  | 点 |
| -------------- | -- | -- | -- | -- | -- | -- | --- | -- |
| アル・イテハド | 6  | 5  | 1  | 0  | 13 | 4  | +9  | 16 |
| バニーヤース   | 6  | 3  | 2  | 1  | 9  | 2  | +7  | 11 |
| パフタコール   | 6  | 2  | 1  | 3  | 6  | 10 | −4  | 7  |
| アル・アラビ   | 6  | 0  | 0  | 6  | 4  | 16 | −12 | 0  |

| 2012年3月6日 18:50 UTC+4 |

| バニーヤース                           | 2 - 0    | アル・アラビ |
| ジャービル 45分 (pen.) · ジェステ 77分 | レポート |              |

| バニヤス・スタジアム, アブダビ 観客数: 1,795人 主審: アリレザ・ファガニー |

| 2012年3月6日 20:35 UTC+3 |

| アル・イテハド                                         | 4 - 0    | パフタコール |
| ファウズィ 3分 · アブサバーン 30分, 51分 · オマル 58分 | レポート |              |

| プリンス・アブドゥッラー・アル・ファイサル・スタジアム, ジッダ 観客数: 250人 主審: 東城穣 |

※アル・イテハドは、前回大会のホームゲーム (FCソウル戦)で観客が問題を起こしたことへの処分として、この試合を一般観客なしで実施することを命じられた。
| 2012年3月20日 17:30 UTC+5 |

| パフタコール            | 1 - 1    | バニーヤース    |
| シャロフェディノフ 29分 | レポート | ファウズィ 60分 |

| パフタコール・スタジアム, タシュケント 観客数: 2,300人 主審: 崔明龍 |

| 2012年3月20日 18:30 UTC+3 |

| アル・アラビ    | 1 - 3    | アル・イテハド                              |
| ピスクリチ 26分 | レポート | ハザジ 21分, 82分 · アル＝モンタシャリ 30分 |

| グランド・ハマド・スタジアム, ドーハ 観客数: 1,855人 主審: 李泯厚 |

| 2012年4月4日 18:00 UTC+5 |

| パフタコール                                                     | 3 - 1    | アル・アラビ    |
| カリモフ 9分 · シャロフェトディモフ 74分 · アブドゥホリコフ 90分 | レポート | ピスクリチ 36分 |

| パフタコール・スタジアム, タシュケント 観客数: 5,532人 主審: 譚海 |

| 2012年4月4日 20:45 UTC+3 |

| アル・イテハド     | 1 - 0    | バニーヤース |
| ハザジ 80分 (pen.) | レポート |              |

| プリンス・アブドゥッラー・アル・ファイサル・スタジアム, ジッダ 観客数: 11,495人 主審: アリ・アブドゥルナビ |

| 2012年4月17日 19:05 UTC+4 |

| バニーヤース | 0 - 0    | アル・イテハド |
|              | レポート |                |

| バニーヤース・スタジアム, アブダビ 観客数: 6,265人 主審: 金東進 |

| 2012年4月17日 19:00 UTC+3 |

| アル・アラビ | 0 - 1    | パフタコール          |
|              | レポート | アブドゥコリコフ 41分 |

| グランド・ハマド・スタジアム, ドーハ 観客数: 500人 主審: ナワフ・シュクララ |

| 2012年5月2日 18:30 UTC+5 |

| パフタコール          | 1 - 2    | アル・イテハド                    |
| クリミアシヴェリ 68分 | レポート | ハザジ 60分 · アブサバーン 90+3分 |

| パフタコール・スタジアム, タシュケント 観客数: 4,000人 主審: モフセン・トーキー |

| 2012年5月2日 19:00 UTC+3 |

| アル・アラビ | 0 - 4    | バニーヤース                                                      |
|              | レポート | バシール 17分 · ジェステ 39分 · ムバーラク 52分 · センゴール 77分 |

| グランド・ハマド・スタジアム, ドーハ 観客数: 527人 主審: 佐藤隆治 |

| 2012年5月16日 19:20 UTC+4 |

| バニーヤース                                | 2 - 0    | パフタコール |
| センゴール 13分 · アブドゥッラフマーン 71分 | レポート |              |

| バニーヤース・スタジアム, アブダビ 観客数: 3,927人 主審: マリク・アブドゥル・バシール |

| 2012年5月16日 21:00 UTC+3 |

| アル・イテハド                                      | 3 - 2    | アル・アラビ       |
| ホスニ 30分 · オンダマ 65分 · アブドゥルガニー 90分 | レポート | フーヒー 9分, 45分 |

| プリンス・アブドゥッラー・アル・ファイサル・スタジアム, ジッダ 観客数: 9,621人 主審: アブドゥッラー・アル・ヒラリ |

#### グループC
| チーム       | 試 | 勝 | 分 | 敗 | 得 | 失 | 差 | 点 |
| ------------ | -- | -- | -- | -- | -- | -- | -- | -- |
| セパハン     | 6  | 4  | 1  | 1  | 9  | 4  | +5 | 13 |
| アル・アハリ | 6  | 3  | 1  | 2  | 10 | 6  | +4 | 10 |
| アル・ナスル | 6  | 2  | 0  | 4  | 6  | 11 | −5 | 6  |
| レフウィヤ   | 6  | 2  | 0  | 4  | 5  | 9  | −4 | 6  |

| 2012年3月7日 18:30 UTC+3:30 |

| セパハン    | 1 - 0    | アル・ナスル |
| コヘア 84分 | レポート |              |

| フーラッドシャフル・スタジアム, エスファハーン 観客数: 6,550人 主審: 譚海 |

| 2012年3月7日 18:30 UTC+3 |

| レフウィヤ  | 1 - 0    | アル・アハリ |
| 南泰煕 74分 | レポート |              |

| アル・ガラファ・スタジアム, ドーハ 観客数: 4,227人 主審: アリ・アブドゥルナビ |

| 2012年3月21日 20:00 UTC+4 |

| アル・ナスル          | 2 - 1    | レフウィヤ  |
| ディアネ 37分, 90+2分 | レポート | ダガノ 42分 |

| アル・マクトゥーム・スタジアム, ドバイ 観客数: 4,720人 主審: 金東進 |

| 2012年3月21日 20:30 UTC+3 |

| アル・アハリ           | 1 - 1    | セパハン    |
| シモンス 90+4分 (pen.) | レポート | コヘア 35分 |

| プリンス・アブドゥッラー・アル・ファイサル・スタジアム, ジッダ 観客数: 14,247人 主審: ヴァレンティン・コヴァレンコ |

| 2012年4月3日 20:00 UTC+4:30 |

| セパハン                      | 2 - 1    | レフウィヤ     |
| ホセイニー 10分 · コヘア 89分 | レポート | アフィｰフ 55分 |

| フーラッドシャフル・スタジアム, エスファハーン 観客数: 6,732人 主審: 佐藤隆治 |

| 2012年4月3日 20:00 UTC+4 |

| アル・ナスル  | 1 - 2    | アル・アハリ                          |
| ディアネ 52分 | レポート | シモンス 27分 · アル＝ジャーシム 50分 |

| アル・マクトゥーム・スタジアム, ドバイ 観客数: 4,376人 主審: 東城穣 |

| 2012年4月18日 19:00 UTC+3 |

| レフウィヤ  | 1 - 0    | セパハン |
| コネ 90+1分 | レポート |          |

| アル・ガラファ・スタジアム, ドーハ 観客数: 3,423人 主審: マリク・アブドゥル・バシール |

| 2012年4月18日 20:45 UTC+3 |

| アル・アハリ                                        | 3 - 1    | アル・ナスル  |
| ジャイザウィ 55分 · シモンス 66分 · アル・ムサ 73分 | レポート | ディアネ 23分 |

| プリンス・アブドゥッラー・アル・ファイサル・スタジアム, ジッダ 観客数: 16,386人 主審: 崔明龍 |

| 2012年5月1日 20:00 UTC+4 |

| アル・ナスル | 0 - 3    | セパハン                                |
|              | レポート | コヘア 44分 · スカジ 69分 · サレヒ 77分 |

| アル・マクトゥーム・スタジアム, ドバイ 観客数: 2,264人 主審: ナワフ・シュクララ |

| 2012年5月1日 20:45 UTC+3 |

| アル・アハリ                                               | 3 - 0    | レフウィヤ |
| ジャイザウィ 9分 · シモンス 61分 · アル＝ジャーシム 90+1分 | レポート |            |

| プリンス・アブドゥッラー・アル・ファイサル・スタジアム, ジッダ 観客数: 10,214人 主審: 當麻政明 |

| 2012年5月15日 20:30 UTC+4:30 |

| セパハン                    | 2 - 1    | アル・アハリ      |
| スカジ 19分 · ベンガル 85分 | レポート | アル・ホサニ 62分 |

| フーラッドシャフル・スタジアム, エスファハーン 観客数: 6,371人 主審: 李泯厚 |

| 2012年5月15日 19:00 UTC+3 |

| レフウィヤ    | 1 - 2    | アル・ナスル                        |
| ディアビ 38分 | レポート | ディアネ 55分 · アブドゥッラー 57分 |

| アル・ガラファ・スタジアム, ドーハ 観客数: 643人 主審: ラフシャン・イルマトフ |

#### グループD
| チーム           | 試 | 勝 | 分 | 敗 | 得 | 失 | 差 | 点 |
| ---------------- | -- | -- | -- | -- | -- | -- | -- | -- |
| アル・ヒラル     | 6  | 3  | 3  | 0  | 10 | 7  | +3 | 12 |
| ペルセポリス     | 6  | 3  | 2  | 1  | 14 | 5  | +9 | 11 |
| アル・ガラファ   | 6  | 1  | 3  | 2  | 7  | 10 | −3 | 6  |
| アル・シャバーブ | 6  | 0  | 2  | 4  | 5  | 14 | −9 | 2  |

| 2012年3月7日 20:00 UTC+4 |

| アル・シャバーブ | 0 - 0    | アル・ガラファ |
|                  | レポート |                |

| マクトゥーム・ビン・ラーシド・スタジアム, ドバイ 観客数: 3,542人 主審: マリク・アブドゥル・バシール |

| 2012年3月7日 20:30 UTC+3 |

| アル・ヒラル            | 1 - 1    | ペルセポリス       |
| アル＝シャルフーブ 53分 | レポート | カリミ 42分 (pen.) |

| キング・ファハド国際スタジアム, リヤド 観客数: 9,574人 主審: 李泯厚 |

| 2012年3月21日 17:00 UTC+4:30 |

| ペルセポリス                                                                      | 6 - 1    | アル・シャバーブ   |
| ザイード 8分, 47分, 53分 · レザイー 59分 · カリミ 62分 (pen.) · フェシャンチ 87分 | レポート | シエル 56分 (pen.) |

| アザディ・スタジアム, テヘラン 観客数: 82,700人 主審: 當麻政明 |

| 2012年3月21日 18:30 UTC+3 |

| アル・ガラファ                                 | 3 - 3    | アル・ヒラル                                              |
| タルデッリ 44分, 78分 · アッサス 90+3分 (pen.) | レポート | エルマシュ 16分 · エル＝アラビ 64分 · アッ＝ズーリー 75分 |

| アル・ガラファ・スタジアム, ドーハ 観客数: 6,092人 主審: ナワフ・シュクララ |

| 2012年4月4日 19:30 UTC+4 |

| アル・シャバーブ | 1 - 1    | アル・ヒラル      |
| シエル 37分      | レポート | ユ・ビョンス 62分 |

| マクトゥーム・ビン・ラーシド・スタジアム, ドバイ 観客数: 4,522人 主審: ベンジャミン・ウィリアムス |

| 2012年4月4日 18:35 UTC+3 |

| アル・ガラファ | 0 - 3    | ペルセポリス                                  |
|                | レポート | レザイー 2分 · ザイード 5分 · カゼミヤン 73分 |

| アル・ガラファ・スタジアム, ドーハ 観客数: 2,800人 主審: アブドゥッラー・アル・ヒラリ |

| 2012年4月17日 17:00 UTC+4:30 |

| ペルセポリス | 1 - 1    | アル・ガラファ  |
| カリミ 84分  | レポート | ムバラク 90+1分 |

| アザディ・スタジアム, テヘラン 観客数: 96,200人 主審: ラフシャン・イルマトフ |

| 2012年4月17日 20:50 UTC+3 |

| アル・ヒラル            | 2 - 1    | アル・シャバーブ |
| エル＝アラビ 45分, 68分 | レポート | キエザ 28分      |

| キング・ファハド国際スタジアム, リヤド 観客数: 2,118人 主審: アンドレ・エル・ハッダード |

| 2012年5月1日 17:00 UTC+4:30 |

| ペルセポリス | 0 - 1    | アル・ヒラル      |
|              | レポート | エル＝アラビ 59分 |

| アザディ・スタジアム, テヘラン 観客数: 73,154人 主審: 金東進 |

| 2012年5月1日 18:50 UTC+3 |

| アル・ガラファ                               | 2 - 1    | アル・シャバーブ |
| ディンダン 81分 · エル・アッサス 83分 (pen.) | レポート | モハメド 65分    |

| アル・ガラファ・スタジアム, ドーハ 観客数: 641人 主審: 崔明龍 |

| 2012年5月15日 20:00 UTC+4 |

| アル・シャバーブ | 1 - 3    | ペルセポリス                                        |
| オバイド 7分     | レポート | ザイード 43分 · プーラーディー 52分 · バダマキ 90分 |

| マクトゥーム・ビン・ラーシド・スタジアム, ドバイ 観客数: 5,822人 主審: 譚海 |

| 2012年5月15日 21:00 UTC+3 |

| アル・ヒラル                              | 2 - 1    | アル・ガラファ         |
| アル・フライディ 48分 · アル・アベド 65分 | レポート | ハウサウィ 82分 (o.g.) |

| キング・ファハド国際スタジアム, リヤド 観客数: 10,275人 主審: 西村雄一 |

### 東地区

#### グループE
| チーム                   | 試 | 勝 | 分 | 敗 | 得 | 失 | 差 | 点 |
| ------------------------ | -- | -- | -- | -- | -- | -- | -- | -- |
| アデレード・ユナイテッド | 6  | 4  | 1  | 1  | 7  | 2  | +5 | 13 |
| ブニョドコル             | 6  | 3  | 1  | 2  | 8  | 7  | +1 | 10 |
| 浦項スティーラース       | 6  | 3  | 0  | 3  | 6  | 4  | +2 | 9  |
| ガンバ大阪               | 6  | 1  | 0  | 5  | 5  | 13 | −8 | 3  |

| 2012年3月6日 19:00 UTC+9 |

| ガンバ大阪 | 0 - 3    | 浦項スティーラース                                    |
|            | レポート | キム・テス 19分 · レンドゥリッチ 22分 · アサモア 76分 |

| 万博記念競技場, 吹田 観客数: 9,101人 主審: アブドゥッラフマーン・ムハンマド・フセイン |

| 2012年3月6日 17:00 UTC+5 |

| ブニョドコル      | 1 - 2    | アデレード・ユナイテッド        |
| ムルゾエフ 90+4分 | レポート | ボーガード 12分 · ゴレッチ 53分 |

| JARスタジアム, タシュケント 観客数: 7,000人 主審: アンドレ・エル・ハッダード |

| 2012年3月20日 19:30 UTC+10:30 |

| アデレード・ユナイテッド | 2 - 0    | ガンバ大阪 |
| ミューレン 17分, 24分    | レポート |            |

| ハインドマーシュ・スタジアム, アデレード 観客数: 5,112人 主審: モハメド・アル・ザルーニ |

| 2012年3月20日 19:30 UTC+9 |

| 浦項スティーラース | 0 - 2    | ブニョドコル                      |
|                    | レポート | トゥラエフ 28分 · ムルゾエフ 77分 |

| 浦項スティールヤード, 浦項 観客数: 3,449人 主審: アリ・アル・バドワウィ |

| 2012年4月3日 19:00 UTC+9 |

| ガンバ大阪                                            | 3 - 1    | ブニョドコル  |
| 遠藤保仁 14分 · ラフィーニャ 58分 (pen.), 82分 (pen.) | レポート | ソリエフ 88分 |

| 万博記念競技場, 吹田 観客数: 6,100人 主審: チャイヤ・マハパブ |

| 2012年4月3日 20:00 UTC+9 |

| 浦項スティーラース | 1 - 0    | アデレード・ユナイテッド |
| キム・デホ 68分    | レポート |                          |

| 浦項スティールヤード, 浦項 観客数: 2,833人 主審: カリル・アル・ガムディ |

| 2012年4月18日 19:30 UTC+9:30 |

| アデレード・ユナイテッド | 1 - 0    | 浦項スティーラース |
| ジテ 89分                | レポート |                    |

| ハインドマーシュ・スタジアム, アデレード 観客数: 7,659人 主審: 譚海 |

| 2012年4月18日 17:00 UTC+5 |

| ブニョドコル                                      | 3 - 2    | ガンバ大阪                    |
| ムルゾエフ 15分 · トゥラエフ 43分 · ソリエフ 85分 | レポート | 倉田秋 20分 · 阿部浩之 90+3分 |

| JARスタジアム, タシュケント 観客数: 4,000人 主審: カリル・アル・ガムディ |

| 2012年5月2日 19:30 UTC+9:30 |

| アデレード・ユナイテッド | 0 - 0    | ブニョドコル |
|                          | レポート |              |

| ハインドマーシュ・スタジアム, アデレード 観客数: 7,794人 主審: 廖國文 |

| 2012年5月2日 19:30 UTC+9 |

| 浦項スティーラース                      | 2 - 0    | ガンバ大阪 |
| キム・ジンリョン 45+1分 · アサモア 77分 | レポート |            |

| 浦項スティールヤード, 浦項 観客数: 3,825人 主審: アリレザ・ファガニー |

| 2012年5月16日 19:00 UTC+9 |

| ガンバ大阪 | 0 - 2    | アデレード・ユナイテッド                   |
|            | レポート | ファン・ダイク 65分 · 佐藤晃大 88分 (o.g.) |

| 万博記念競技場, 吹田 観客数: 7,294人 主審: ナワフ・シュクララ |

| 2012年5月16日 17:00 UTC+5 |

| ブニョドコル  | 1 - 0    | 浦項スティーラース |
| ガフロフ 48分 | レポート |                    |

| JARスタジアム, タシュケント 観客数: 5,100人 主審: アブドゥッラー・バルーシ |

#### グループF
| チーム             | 試 | 勝 | 分 | 敗 | 得 | 失 | 差 | 点 |
| ------------------ | -- | -- | -- | -- | -- | -- | -- | -- |
| 蔚山現代           | 6  | 4  | 2  | 0  | 11 | 7  | +4 | 14 |
| FC東京             | 6  | 3  | 2  | 1  | 12 | 6  | +6 | 11 |
| ブリスベン・ロアー | 6  | 0  | 3  | 3  | 6  | 11 | −5 | 3  |
| 北京国安           | 6  | 0  | 3  | 3  | 6  | 11 | −5 | 3  |

※ブリスベン・ロアーと北京国安は、勝ち点・直接対戦の結果・全試合の得失点差・全試合の総得点のすべてで並んだものの、規定における「最終節でPK戦により順位決定」は行われなかった。ここでは次の順位決定基準である「イエローカード・レッドカードの数による評価」により、ブリスベン・ロアーを上位と表記する (ブリスベン・ロアー：イエローカード9枚・レッドカード1枚、北京国安：イエローカード12枚、レッドカード2枚)。
| 2012年3月6日 19:30 UTC+10 |

| ブリスベン・ロアー | 0 - 2    | FC東京                                           |
|                    | レポート | 谷澤達也 45＋1分 · 長谷川アーリアジャスール 55分 |

| ラング・パーク, ブリスベン 観客数: 12,037人 主審: ヴァレンティン・コヴァレンコ |

| 2012年3月6日 19:30 UTC+9 |

| 蔚山現代                              | 2 - 1    | 北京国安  |
| キム・シンウク 25分 · コ・スルギ 35分 | レポート | 朴成 51分 |

| 蔚山文殊サッカー競技場, 蔚山 観客数: 1,515人 主審: モハメド・アル・ザルーニ |

| 2012年3月20日 14:00 UTC+9 |

| FC東京                        | 2 - 2    | 蔚山現代                              |
| 徳永悠平 37分 · 梶山陽平 83分 | レポート | キム・スンヨン 80分 · マラニョン 88分 |

| 国立競技場, 新宿 観客数: 14,110人 主審: ラフシャン・イルマトフ |

| 2012年3月20日 19:30 UTC+8 |

| 北京国安 | 1 - 1    | ブリスベン・ロアー |
| 朴成 7分 | レポート | ニコルス 20分      |

| 北京工人体育場, 北京 観客数: 41,000人 主審: アブドゥルラフマン・アブドゥ |

| 2012年4月4日 19:30 UTC+9 |

| 蔚山現代          | 1 - 1    | ブリスベン・ロアー      |
| イ・ジェソン 54分 | レポート | フィッツジェラルド 36分 |

| 蔚山文殊サッカー競技場, 蔚山 観客数: 1,673人 主審: アンドレ・エル・ハッダード |

| 2012年4月4日 20:00 UTC+8 |

| 北京国安           | 1 - 1    | FC東京                        |
| 王暁龍 10分 (pen.) | レポート | 長谷川アーリアジャスール 44分 |

| 北京工人体育場, 北京 観客数: 31,256人 主審: サイード・モザファリザーデ |

| 2012年4月17日 19:30 UTC+10 |

| ブリスベン・ロアー  | 1 - 2    | 蔚山現代                             |
| ステファヌット 25分 | レポート | エステバン 11分 · 郭泰輝 73分 (pen.) |

| ラング・パーク, ブリスベン 観客数: 7,200人 主審: モフセン・トーキー |

| 2012年4月17日 19:30 UTC+9 |

| FC東京                                       | 3 - 0    | 北京国安 |
| 渡邉千真 7分 · 大竹洋平 45分 · 谷澤達也 57分 | レポート |          |

| 東京スタジアム, 調布 観客数: 9,537人 主審: アリ・アブドゥルナビ |

| 2012年5月2日 19:30 UTC+9 |

| FC東京                                                    | 4 - 2    | ブリスベン・ロアー             |
| 高橋秀人 5分 · 椋原健太 20分 · 渡邉千真 44分 (pen.), 60分 | レポート | ベリーシャ 4分 · ブロイヒ 33分 |

| 国立競技場, 新宿 観客数: 8,492人 主審: アブドゥッラー・バリデー |

| 2012年5月2日 19:30 UTC+8 |

| 北京国安                    | 2 - 3    | 蔚山現代                                                    |
| 張稀哲 47分 · 邵佳一 90+2分 | レポート | キム・シンウク 17分 · キム・スンヨン 20分 · マラニョン 79分 |

| 北京工人体育場, 北京 観客数: 21,692人 主審: アブドゥッラー・アル・ヒラリ |

| 2012年5月16日 19:30 UTC+10 |

| ブリスベン・ロアー | 1 - 1    | 北京国安    |
| ベリーシャ 15分    | レポート | 李翰博 34分 |

| ラング・パーク, ブリスベン 観客数: 5,615人 主審: アリ・アル・バドワウィ |

| 2012年5月16日 19:30 UTC+9 |

| 蔚山現代    | 1 - 0    | FC東京 |
| 姜敏壽 37分 | レポート |        |

| 蔚山文殊サッカー競技場, 蔚山 観客数: 5,746人 主審: カリル・アル・ガムディ |

#### グループG
| チーム                         | 試 | 勝 | 分 | 敗 | 得 | 失 | 差  | 点 |
| ------------------------------ | -- | -- | -- | -- | -- | -- | --- | -- |
| 城南一和天馬                   | 6  | 2  | 4  | 0  | 13 | 5  | +8  | 10 |
| 名古屋グランパス               | 6  | 2  | 4  | 0  | 10 | 4  | +6  | 10 |
| セントラルコースト・マリナーズ | 6  | 1  | 3  | 2  | 7  | 11 | −4  | 6  |
| 天津泰達                       | 6  | 0  | 3  | 3  | 2  | 12 | −10 | 3  |

| 2012年3月7日 19:00 UTC+9 |

| 名古屋グランパス                     | 2 - 2    | 城南一和天馬              |
| ケネディ 58分 (pen.) · 金崎夢生 74分 | レポート | エヴェルトン 47分, 90+3分 |

| 瑞穂陸上競技場, 名古屋 観客数: 6,686人 主審: ナワフ・シュクララ |

| 2012年3月7日 20:00 UTC+8 |

| 天津泰達 | 0 - 0    | セントラルコースト・マリナーズ |
|          | レポート |                                |

| 泰達足球場, 天津 観客数: 19,800人 主審: アブドゥッラー・アル・ヒラリ |

| 2012年3月21日 19:30 UTC+11 |

| セントラルコースト・マリナーズ | 1 - 1    | 名古屋グランパス        |
| ズワンズワイク 28分            | レポート | 田中マルクス闘莉王 21分 |

| セントラルコースト・スタジアム, ゴスフォード 観客数: 5,130人 主審: 廖國文 |

| 2012年3月21日 19:00 UTC+9 |

| 城南一和天馬        | 1 - 1    | 天津泰達      |
| ハン・サンウン 14分 | レポート | ゴイアン 69分 |

| 炭川総合運動場, 城南 観客数: 2,553人 主審: アブドゥッラー・バイダー |

| 2012年4月3日 19:00 UTC+10 |

| セントラルコースト・マリナーズ | 1 - 1    | 城南一和天馬                |
| クワスニク 50分                | レポート | エヴェルトン・サントス 57分 |

| セントラルコースト・スタジアム, ゴスフォード 観客数: 5,018人 主審: ヴァレンティン・コヴァレンコ |

| 2012年4月3日 19:30 UTC+8 |

| 天津泰達 | 0 - 3    | 名古屋グランパス                              |
|          | レポート | 藤本淳吾 24分 · 玉田圭司 49分 · 永井謙佑 73分 |

| 泰達足球場, 天津 観客数: 12,249人 主審: ラフシャン・イルマトフ |

| 2012年4月18日 19:00 UTC+9 |

| 名古屋グランパス | 0 - 0    | 天津泰達 |
|                  | レポート |          |

| 瑞穂陸上競技場, 名古屋 観客数: 6,006人 主審: 廖國文 |

| 2012年4月18日 19:30 UTC+9 |

| 城南一和天馬                                                                                                 | 5 - 0    | セントラルコースト・マリナーズ |
| イ・チャンフン 39分 · エヴェルトン・サントス 43分, 73分 (pen.) · キム・ソンファン 70分 · ヨヴァンチッチ 84分 | レポート |                                |

| 炭川総合運動場, 城南 観客数: 2,017人 主審: サイード・モザファリザーデ |

| 2012年5月1日 19:30 UTC+10 |

| セントラルコースト・マリナーズ                                          | 5 - 1    | 天津泰達  |
| マクブリーン 10分, 20分 · ローズ 48分 · マグリンチィ 71分 · アミニ 85分 | レポート | 聶涛 72分 |

| セントラルコースト・スタジアム, ゴスフォード 観客数: 4,155人 主審: モハメド・アルザルーニ |

| 2012年5月1日 19:30 UTC+9 |

| 城南一和天馬        | 1 - 1    | 名古屋グランパス         |
| ハン・サンウン 12分 | レポート | パク・チンポ 72分 (o.g.) |

| 炭川総合運動場, 城南 観客数: 6,379人 主審: アリ・アル・バドワウィ |

| 2012年5月15日 19:00 UTC+9 |

| 名古屋グランパス                                        | 3 - 0    | セントラルコースト・マリナーズ |
| 玉田圭司 11分 · 藤本淳吾 36分 · 田中マルクス闘莉王 87分 | レポート |                                |

| 瑞穂陸上競技場, 名古屋 観客数: 5,037 人 主審: アブドゥルラフマン・アブドゥ |

| 2012年5月15日 19:30 UTC+8 |

| 天津泰達 | 0 - 3    | 城南一和天馬                                      |
|          | レポート | ユン・ビッガラム 32分 · ヨヴァンチッチ 48分, 69分 |

| 泰達足球場, 天津 主審: アリレザ・ファガニー |

#### グループH
| チーム                   | 試 | 勝 | 分 | 敗 | 得 | 失 | 差 | 点 |
| ------------------------ | -- | -- | -- | -- | -- | -- | -- | -- |
| 広州恒大                 | 6  | 3  | 1  | 2  | 12 | 8  | +4 | 10 |
| 柏レイソル               | 6  | 3  | 1  | 2  | 11 | 7  | +4 | 10 |
| 全北現代モータース       | 6  | 3  | 0  | 3  | 10 | 15 | −5 | 9  |
| ブリーラム・ユナイテッド | 6  | 2  | 0  | 4  | 8  | 11 | −3 | 6  |

| 2012年3月7日 19:00 UTC+9 |

| 全北現代モータース    | 1 - 5    | 広州恒大                                            |
| チョン・ソンフン 70分 | レポート | クレオ 27分, 69分 · コンカ 41分, 73分 · ムリキ 76分 |

| 全州ワールドカップ競技場, 全州 観客数: 7,978人 主審: サイード・モザファリザーデ |

| 2012年3月7日 18:30 UTC+7 |

| ブリーラム・ユナイテッド                    | 3 - 2    | 柏レイソル                    |
| ジラワット 10分, 77分 · ジャディゲロフ 38分 | レポート | 田中順也 55分 · 酒井宏樹 64分 |

| サンダー・キャッスル・スタジアム, ブリーラム 観客数: 15,089人 主審: ラフシャン・イルマトフ |

| 2012年3月21日 19:00 UTC+9 |

| 柏レイソル                                                                                   | 5 - 1    | 全北現代モータース |
| 那須大亮 40分 · レアンドロ・ドミンゲス 45分 (pen.), 45+1分 · 田中順也 89分 · 茨田陽生 90+3分 | レポート | 黄博文 51分        |

| 日立柏サッカー場, 柏 観客数: 8,175人 主審: ピーター・グリーン |

| 2012年3月21日 20:00 UTC+8 |

| 広州恒大    | 1 - 2    | ブリーラム・ユナイテッド          |
| クレオ 69分 | レポート | ヌクヌム 61分 · アチェンポン 79分 |

| 天河体育中心体育場, 広州 観客数: 38,512人 主審: アンドレ・アル・ハッダード |

| 2012年4月4日 19:00 UTC+9 |

| 柏レイソル | 0 - 0    | 広州恒大 |
|            | レポート |          |

| 日立柏サッカー場, 柏 観客数: 8,780人 主審: アリ・アル・バドワウィ |

| 2012年4月4日 18:30 UTC+7 |

| ブリーラム・ユナイテッド | 0 - 2    | 全北現代モータース                     |
|                          | レポート | イ・スンヒョン 9分 · ソ・サンミン 34分 |

| サンダー・キャッスル・スタジアム, ブリーラム 観客数: 22,770人 主審: ナワフ・シュクララ |

| 2012年4月17日 19:00 UTC+9 |

| 全北現代モータース                              | 3 - 2    | ブリーラム・ユナイテッド |
| イ・ドングク 25分, 27分 · パク・ウォンジェ 80分 | レポート | オハンザ 20分, 55分      |

| 全州ワールドカップ競技場, 全州 観客数: 6,432人 主審: モハメド・アル・ザルーニ |

| 2012年4月17日 19:30 UTC+8 |

| 広州恒大                               | 3 - 1    | 柏レイソル    |
| コンカ 28分 (pen.) · ムリキ 57分, 84分 | レポート | 酒井宏樹 50分 |

| 天河体育中心体育場, 広州 観客数: 40,000人 主審: アブドゥルラフマン・アブドゥ |

| 2012年5月1日 19:00 UTC+9 |

| 柏レイソル                  | 1 - 0    | ブリーラム・ユナイテッド |
| レアンドロ・ドミンゲス 24分 | レポート |                          |

| 日立柏サッカー場, 柏 観客数: 8,099人 主審: カリル・アル・ガムディ |

| 2012年5月1日 19:30 UTC+8 |

| 広州恒大    | 1 - 3    | 全北現代モータース                                |
| コンカ 10分 | レポート | イ・スンヒョン 43分 · イ・ドングク 90+1分, 90+3分 |

| 天河体育中心体育場, 広州 観客数: 47,869人 主審: ヴァレンティン・コヴァレンコ |

| 2012年5月15日 19:00 UTC+9 |

| 全北現代モータース | 0 - 2    | 柏レイソル                                  |
|                    | レポート | レアンドロ・ドミンゲス 49分 · 田中順也 62分 |

| 全州ワールドカップ競技場, 全州 観客数: 11,459人 主審: アリ・アブドゥルナビ |

| 2012年5月15日 18:30 UTC+7 |

| ブリーラム・ユナイテッド | 1 - 2    | 広州恒大                         |
| ドムタイソン 57分        | レポート | 郜林 49分 · コンカ 90+1分 (pen.) |

| サンダー・キャッスル・スタジアム, ブリーラム 観客数: 18,000人 主審: ストレバー・デロフスキ |